# Giacinto Prandelli
Giacinto Prandelli, né le 8 février 1914 et mort le 14 juin 2010, est un ténor d'opéra italien, particulièrement associé aux répertoires français et italien.

## Biographie
Il naît à Lumezzane, Italie, Prandelli chante d’abord comme soprano- garçon dans un chœur d'église où il commence à être formé à l’art du chant et à la musique.
Il étudie ensuite à Rome avec Fornarini, et à Brescia avec Grandini, et commence sa carrière au Teatro Donizetti à Bergame, en Rodolfo, en 1942.